# Christian Veit
Christian Veit (* 1935 in Leipzig; † 29. Mai 2011) war ein deutscher Schauspieler und Maler.

## Leben
Christian Veit lernte zunächst das Handwerk des Kunstbuchbinders. Ab 1963 studierte er Schauspielkunst in München und erhielt erste kleine Engagements in Tübingen, München und Wien. Ende der 1960er Jahre zog Veit nach Berlin und war zunächst als Kabarettist tätig. Der deutsche Theaterleiter Volker Ludwig engagierte Veit 1972 als festens Ensemblemitglied in seinem neu gegründeten Berliner Grips-Theater. Hier war er bis zu seinem Ruhestand 2001 tätig und verkörperte vorwiegend Rollen, in denen er Berliner Originale mimte. Seine bekanntesten Rollen spielte Veit ab 1986 in dem preisgekrönten Musical Linie 1, wie zum Beispiel die berühmten Wilmersdorfer Witwen, das 1988 auch mit ihm verfilmt wurde. Trotz Ruhestandes spielte Veit bis kurz vor seinem Tod 2011 weiterhin regelmäßig in dem Musical. 
Zudem war Christian Veit auch ein leidenschaftlicher Maler. Seine Werke sind expressiv bis abstrakt und umfassen Acrylmalerei und Plastiken. Thematisch erzählen die Werke oft aus seinem Leben und sind teilweise biographisch, so gibt es Familienporträts, Szenen aus Dänemark, Porträts von Schauspielkollegen und griechische Motive, wahrscheinlich in Anlehnung an seine Zeit als Schauspieler in Griechenland.
Christian Veit hatte zwei Töchter und einen Sohn.